# Günther (zanger)
Mats Söderlund (Malmö, 25 juli 1967) is een Zweedse zanger, clubeigenaar en voormalig model, die het meest bekend is onder zijn artiestennaam Günther.

## Levensloop
Söderlund was aanvankelijk model, later werd hij eigenaar van een club in Malmö. In 2004 startte hij zijn muziekcarrière onder de artiestennaam Günther. Söderlunds werk wordt gekenmerkt door popachtige ritmes en veel gekreun en gesteun. De muziek valt in de categorie Eurodance. Hij werkt vaak samen met enkele vrouwelijke artiesten die bekendstaan onder de naam The Sunshine Girls. Met hen toerde Söderlund in 2004 door Noord-Europa nadat hij succesvol de single "Ding Dong Song" uitbracht. Günther werd wereldwijd bekend via het internet, waar op talloze video-uploadwebsites de muziekvideo's van Günther te vinden zijn.
Op 23 november 2016 werd het bekend dat Günther samen met de zanger D'Sanz ging deelnemen aan Uuden Musiikin Kilpailu 2017, de Finse voorselectie van het Eurovisiesongfestival 2017 met het nummer Love yourself.

## Discografie

### Albums
- 2004 - Pleasureman
- 2006 - Pleasureman (ongecensureerde Amerikaanse versie)

### Singles
- 2004 - "Ding Dong Song" (met The Sunshine Girls)
- 2004 - "Teeny Weeny String Bikini" (met The Sunshine Girls)
- 2004 - "Touch Me (I Want Your Body)" (met Samantha Fox)
- 2005 - "Tutti Frutti Summer Love" (met The Sunshine Girls)
- 2005 - "Christmas Song (Ding Dong)" (met The Sunshine Girls)
- 2006 - "Like Fire Tonight" (met The Sunshine Girls)
- 2007 - "Suntrip" (met The Sunshine Girls)
- 2010 - "Famous" (met The Sunshine Girls)
- 2011 - "Pussycat" (met The Sunshine Girls)
- 2013 - "I'm not Justin Bieber B**ch"
- 2016 - "No Pantalones"
- 2017 - "Dynamite" (met Blizz Bugaddi)
- 2022 - "Sex Myself"
- 2023 - "Coupe de Main"